# Hugo Cassirer

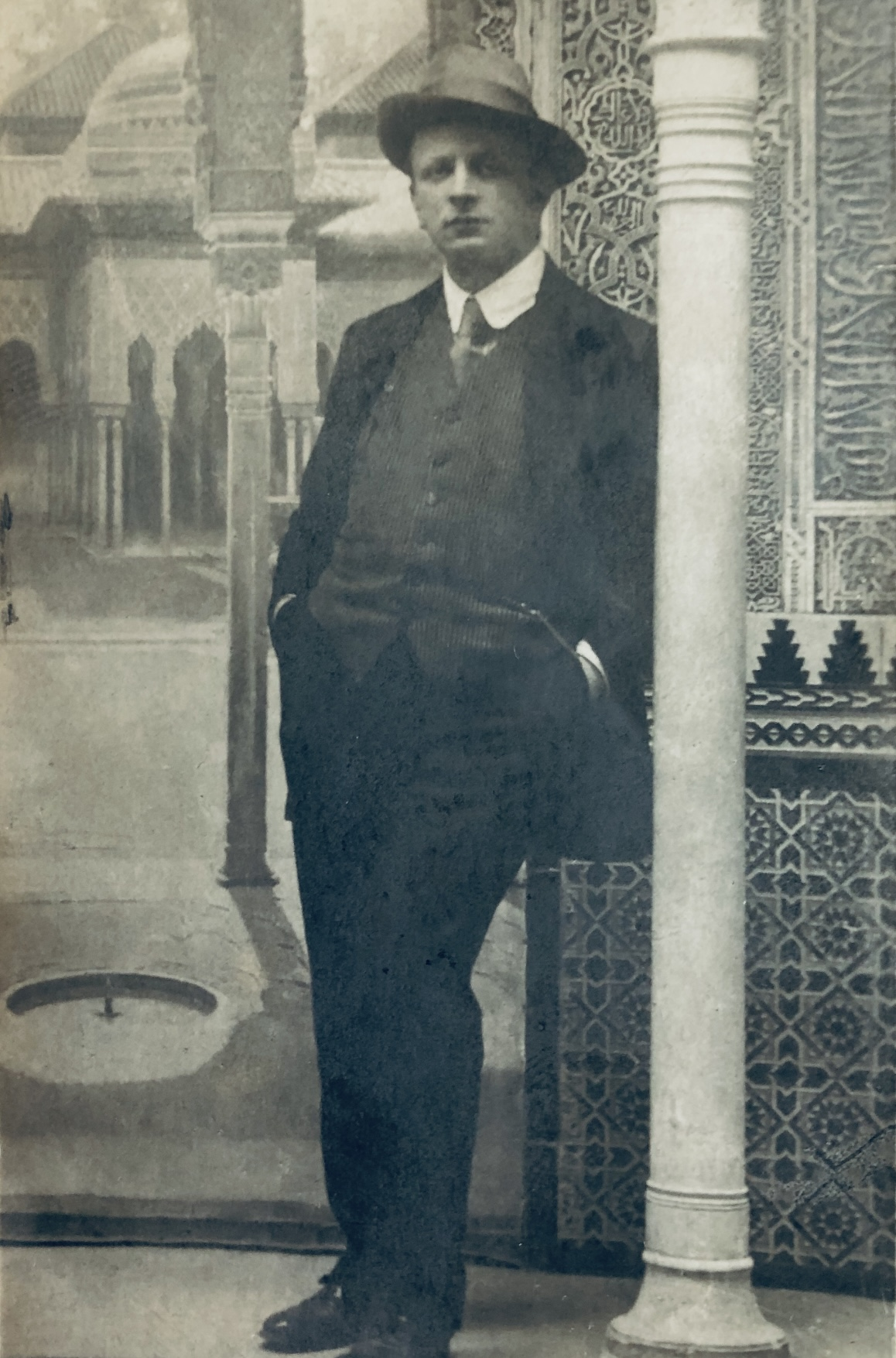
Hugo Cassirer in Granada

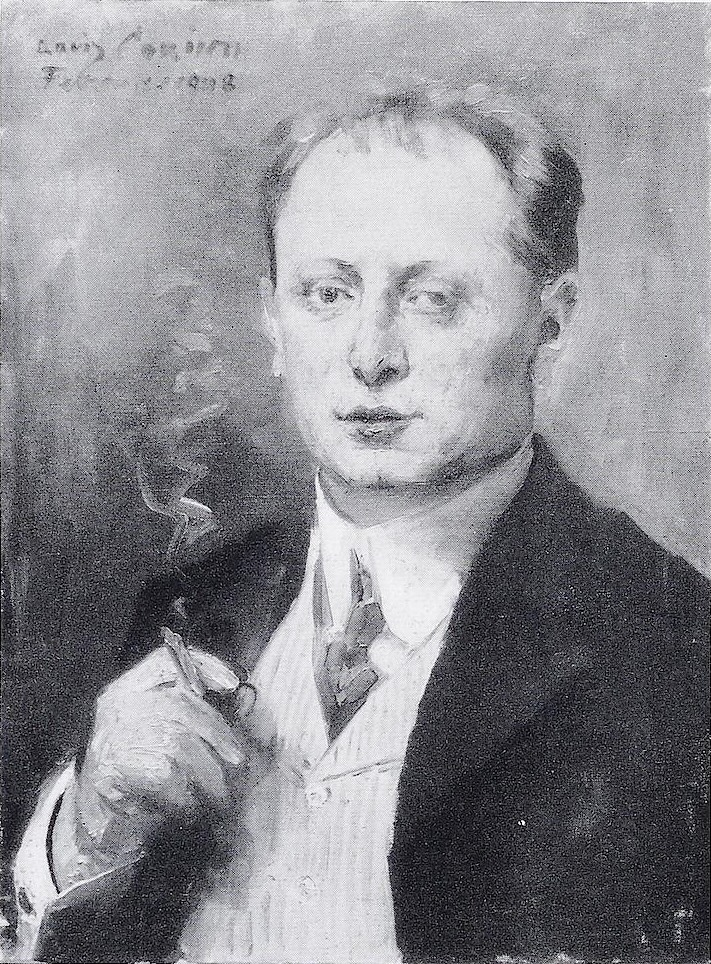
Lovis Corinth: Hugo Cassirer, 1908.jpg

Hugo Cassirer (* 25. Dezember 1869 in Breslau; † 9. Juli 1920 in Berlin) war ein deutscher Unternehmer aus der Familie Cassirer.

## Leben und Werk
Er war der Sohn des Unternehmers Louis Cassirer und dessen Frau Emilie (geb. Schiffer). Seine Brüder waren Richard, Paul und Alfred Cassirer, zudem hatte er mit Else und Margaret zwei Schwestern. Er studierte in Berlin Chemie und wurde 1892 mit der Dissertation Beiträge zur Kenntniss des Orthocyanbenzylchlorids, nebst einem Anhang über einige Derivate des Orthonitrobenzylchlorids promoviert.

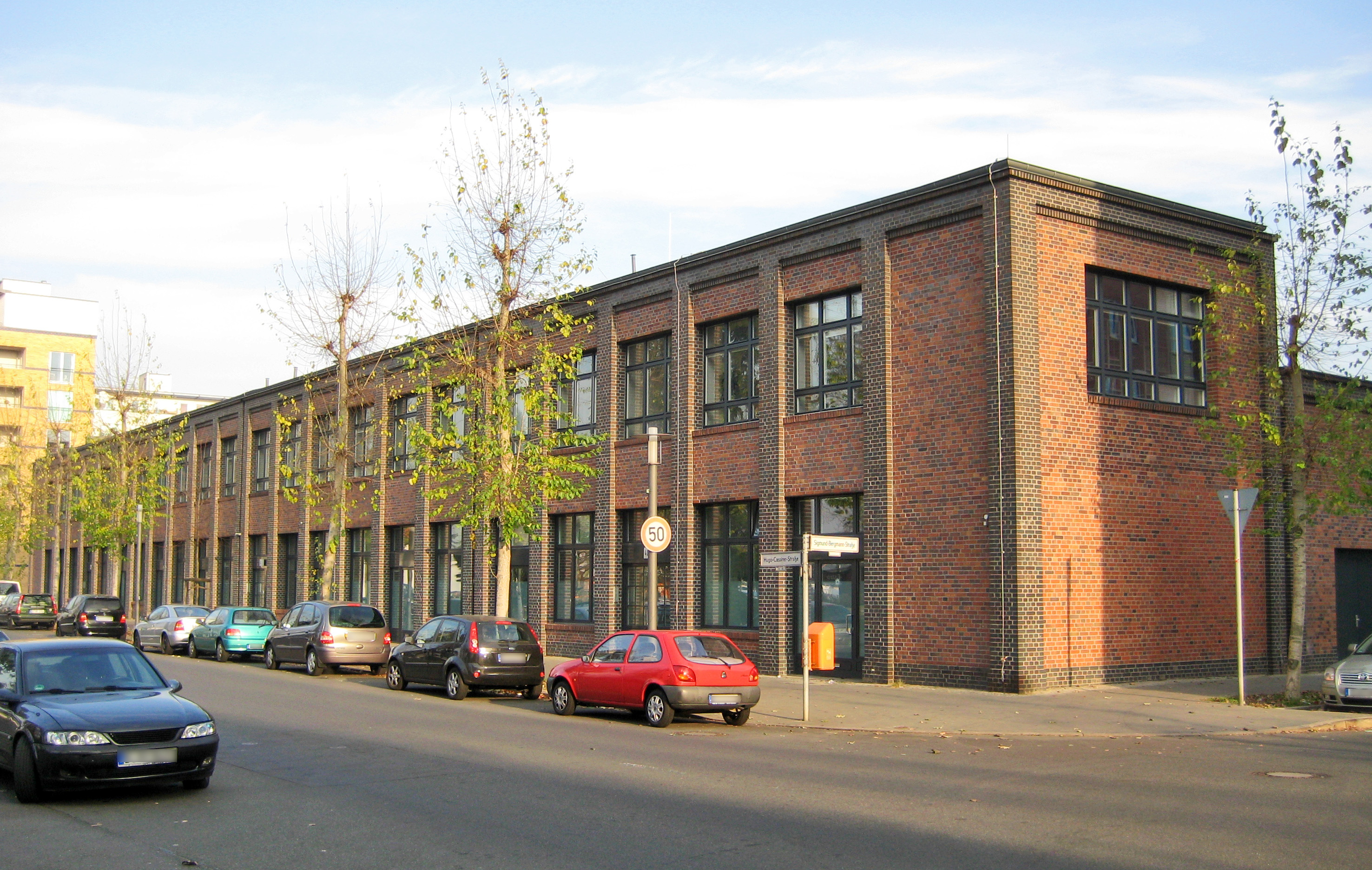
Ehemalige Werkshalle der Kabelwerk Dr. Cassirer und Co. AG, entworfen von Hans Poelzig (Nordseite, 2011)

Cassirer gründete mit seinem Bruder Alfred Cassirer und seinem Onkel Julius Cassirer die Kabelwerke Dr. Cassirer & Co. und sammelte praktische Erfahrungen in der Kabelfabrik seines Onkels Otto Bondy in Wien. Durch ein Praktikum in England vervollständigte er seine Kenntnisse über die Gummifabrikation. Seine Fabrik war Zulieferer für die Elektroindustrie Berlins und anderer deutscher Standorte. Die Firma war vor dem Zweiten Weltkrieg auch international ein führendes Unternehmen in der Branche. Es wurde von den Nationalsozialisten enteignet. und von Siemens übernommen.
Cassirer war Bruder des Neurologen Richard Cassirer und des Kunsthändlers Paul Cassirer. Cassirer war selbst Kunstsammler. Er gehörte 1919 dem Kuratorium für den Wiederaufbau des deutschen Wirtschaftslebens an. Dieses unterstützte während des Wahlkampfes zur Nationalversammlung die DDP und andere bürgerliche Parteien.
Hugo Cassirer starb 1920 im Alter von 50 Jahren in Berlin. Beigesetzt wurde er in einem Erbbegräbnis auf dem Jüdischen Friedhof Schönhauser Allee. Die Grabstätte ist erhalten.
Aus der Ehe mit Charlotte (Lotte) Jacobi gingen die Söhne Reinhold und Stephan Walter Cassirer hervor.
Sein Sohn Reinhold Cassirer (1908–2001) war Galerist und mit der Literaturnobelpreisträgerin Nadine Gordimer verheiratet. Ihm gelang es in der Zeit des Nationalsozialismus, die Kunstsammlung seines Vaters in die Niederlande zu schmuggeln. Gordimer widmete der Familie ihres Mannes 1956 die Kurzgeschichte Gesicht aus Atlantis. Der gemeinsame Sohn trägt ebenfalls den Namen Hugo Cassirer.
Das vom Architekten Hans Poelzig 1928–29 entworfene, nach Hugo Cassirer benannte Kabelwerk in Berlin-Hakenfelde im Bezirk Spandau steht heute unter Denkmalschutz.
In Berlin-Hakenfelde ist die Hugo-Cassirer-Straße am Standort des ehemaligen Kabelwerks nach ihm benannt.